# 윤용구 (1914년)
윤용구(尹鎔球, 1914년 9월 27일 청송 ~ 1984년 6월 7일)는 제3·4대 국회의원을 지낸 대한민국의 정치인이다.

## 약력
- 청송공립보통학교 졸업
- 일본 오사카 초지상업학교 졸업
- 신탁통치반대국민총동원위원회 청송지부장
- 대한청년단 청송군단장
- 자유당 청송군당 위원장

## 역대 선거 결과
|  | 23.75% |

|  | 16.88% |

|  | 40.09% |

|  | 55.61% |

|  | 8.80% |

|  | 6.94% |